# ماندل كريتون
ماندل كريتون، (5 يوليو 1843 - 14 يناير 1901)، مؤرخ بريطاني وأسقف في كنيسة إنجلترا. باحث في عصر النهضة البابوية، كما كان أول محرر في المجلة التاريخية الإنجليزية، أقدم مجلة أكاديمية باللغة الإنجليزية في مجال التاريخ. حصل كريتون على مهنة ثانية كرجل دين في كنيسة إنجلترا. شغل منصب كاهن أبرشية في إمبلتون ونورثمبرلاند، وبعد ذلك، على التوالي، شغل منصب أسقف بيتربورو وأسقف لندن. وقد نال عمله ثناء الملكة فيكتوريا ولفت انتباه السياسيين. كان يُعتقَد على نطاق واسع في ذلك الوقت أن كريتون كان ليصبح رئيس أساقفة كانتربري لولا وفاته المبكرة، عن عمر يناهز 57 عامًا، التي لم تكن في الحسبان.
تلقّى عمل كريتون التاريخي آراء متباينة. أُشيدَ به بسبب نزاهته الصارمة، لكنه تعرض لانتقادات لعدم اتخاذ موقف ضد التجاوزات التاريخية. من جانبه، كان حازمًا في تأكيده على محاكمة الشخصيات العامة على أفعالهم العامة وليس الخاصة. كان يعتقد أن الكنيسة قد تشكلت بشكل فريد من خلال ظروفها الإنجليزية الخاصة، ودعا إلى أنها تعكس آراء ورغبات الشعب الإنجليزي.
تزوج كريتون من الكاتبة والناشطة في مجال حق المرأة في التصويت، لويز كريتون، وأنجب الزوجان سبعة أطفال. كانا مهتمَين بتعليم الأطفال وكتبا معًا أكثر من اثني عشر كتابًا تمهيديًا لتاريخ المدرسة. كان مانديل كريتون رجلًا ذو ذكاء معقد وحيوية استثنائية، رمزًا للعصر الفيكتوري في كل من نقاط قوته وإخفاقاته.

## الطفولة المبكرة، 1843 - 1875
وُلد ماندل كريتون في 5 يوليو 1843 في مدينة كارلايل الريفية الحدودية، كمبرلاند (الآن في كمبريا) لوالديه سارة وروبرت كريتون. كانت والدته هي الطفل العاشر لتوماس مانديل، وهو مزارع من بولتون، كمبرلاند. كان والده، نجارًا، قد بنى مشروعًا ناجحًا لصنع الخزائن والديكور في شارع كاسل ستريت، الشارع الرئيسي في كارلايل. بعد مرور عام، وُلد ابن آخر، جيمس، للزوجين وفي عام 1846، توفيت ابنتهما، ماري، قبل انتهاء العام. في عام 1849، ولدت ابنة أخرى، ماري إلين (بولي) وفي العام التالي، عندما كان ماندل في السابعة من عمره، توفيت سارة كريتون بشكل غير متوقع. روبرت، الذي لم يتزوج مرة أخرى ولم يتحدث عن زوجته مرة أخرى، قام بتربية الأطفال بمساعدة أخته غير المتزوجة التي جاءت للعيش مع العائلة.
كان روبرت كريتون، رجل عصامي، يحث أبنائه باستمرار على العمل، ويمنحهم شعورًا بالاستقلالية. سمح هذا لاحقًا لماندل باتخاذ خيارات مهنية غير تقليدية. بينما انضم شقيقه جيمس إلى أعمال النجارة الخاصة بوالده، ودخل السياسة المحلية، وانتُخب مرتين عمدة لكارلايل، وأصبح فيما بعد مديرًا لشركة سكك حديدية في شمال بريطانيا. على النقيض من ذلك، اعتبرت بولي أن طفولتها غير سعيدة. ومع ذلك، فقد قضت حياتها البالغة في الترويج لتعليم الأطفال. كانت مساكن الأسرة، فوق المتجر، فسيحة ولكنها بسيطة — كان هناك القليل من الزخارف وقليل من الكتب. نظرًا لأن روبرت كان يفقد أعصابه بسهولة، فقد يكون الجو المنزلي كئيبًا ومتوترًا في كثير من الأحيان. كان هناك شعور قوي بالواجب في الأسرة حتى لو لم يتم التعبير عن المودة علانية. بعد سنوات، كان على زوجة مانديل كريتون التكهن بأن غياب الشعور بالانتماء إلى عائلة في طفولة زوجها كان على الأرجح نتيجة عدم وجود أم.
بدأ تعليم كريتون في مدرسة قريبة ترأسها مديرة صارمة. أدى تململه وحبه للمشاغبة إلى معاقبته بشكل متكرر. في عام 1852، انتقل إلى مدرسة كاتدرائية كارلايل. وتحت تأثير مدير المدرسة، القس ويليام بيل، بدأ يقرأ بنهم ونجح أكاديميًا. جاء طلاب آخرون طالبين مساعدته في ترجمة مقاطع من دراساتهم الكلاسيكية؛ أطلقوا عليه لقب (هوميروس) بسبب سرعته في التفسير. في نوفمبر من عام 1857، خضع لامتحان للقبول في مدرسة دورهام التي تقع على بعد سبعين ميلًا. نظرًا لأن أساتذته في كارلايل لم يعلموه ترجمة الشعر اللاتيني، فقد ترك جزءًا من أسئلة الامتحان دون إجابة وشعر أنه فشل. قيّمت اللجنة أداءه العام على أنه جيد وقرروا قبوله، وقدموا له منحة دراسية. في فبراير 1858، غادر كريتون البالغ من العمر 15 عامًا كارلايل إلى دورهام.

## مدرسة دورهام، 1858 -1862
طلبت مدرسة دورهام من طلابها الحضور إلى كاتدرائية دورهام أيام الأحد والأيام المقدسة. وهذا ما ترك أثرًا دائمًا في نفس كريتون وأصبح محور حياته الدينية وأثّر لاحقًا على اختياره لمهنته. سرعان ما اهتم مدير مدرسة دورهام، الدكتور هنري هولدن، وهو عالم كلاسيكي ومصلح تربوي، بالطالب الجديد. بتشجيع من هولدن، بدأ كريتون في الفوز بجوائز في الموضوعات الكلاسيكية والإنجليزية والفرنسية. خلال سنته الأخيرة في دورهام، جرت ترقيته ليكون نقيب الطلاب، وهو المنصب الذي جذب رغبته الكبيرة في التأثير على الناس، وخاصة الأولاد الصغار. على الرغم من أنه كان يهدف إلى القيام بذلك من خلال تقديم مثال في حياته الأخلاقية العالية، إلا أنه لم يتردد في استخدام العصا في عصر انتشر فيه العقاب البدني بشكل واسع.
عانى كريتون من قصر النظر بشدة. كما عانى من ازدواج في الرؤية مما اضطره للقراءة مع إغلاق إحدى عينيه. نظرًا لأن الإعاقة البصرية حدّت أيضًا من مشاركته في الرياضات القوية، فقد أخذ يمشي بنشاط. غطت جولاته في الريف، غالبًا مع رفاقه، أكثر من عشرين ميلًا في اليوم وكانت تستمر عدة أيام. منحه المشي العديد من الفرص لممارسة فضوله الدائم حول علم النبات والهندسة المعمارية المحلية. بقيت هذه العادة معه لبقية حياته.
في ربيع عام 1862، تقدم كريتون دون جدوى للحصول على منحة دراسية في كلية باليول، أكسفورد، ثم إلى كلية ميرتون في أكسفورد للحصول على درجة الماجستير الكلاسيكية. نجح طلبه ووصل كريتون إلى أكسفورد في أكتوبر 1862. كما واصل الاهتمام بمدرسة دورهام.

## شخصيته
كان كريتون رجلًا ذو ذكاء معقد ومحير في بعض الأحيان. قال الفيلسوف إدوارد كيرد، وهو زميل في جامعة ميرتون خلال أيام كريتون الطلابية هناك: يمتلك كريتون الفطرة السليمة بدرجة تصل إلى مستوى العبقرية. عند التدريس أو التعامل مع الأعمال الأكاديمية، أظهر ذكاء ودهاء. كان أبًا لسبعة أطفال: بياتريس 1872، ولوسيا 1874، وكوثبيرت 1876، ووالتر 1878، وماري 1880، وأوسوين 1883، وأخيرًا جيما المولودة عام 1887.
طوال حياته، ذهب كريتون في نزهات طويلة. عندما كبر الأطفال، أصبحت هواية الأسرة التي تختارها في الهواء الطلق هي لعبة الهوكي. وجد العديد من رجال الدين الزائرين في قصر فولهام أنفسهم غير قادرين على رفض دعوات كريتون الحماسية للانضمام. كان أفراد الأسرة مسافرين مخلصين، يقضون العديد من الإجازات في إيطاليا. خلال سنواتهم الست في بيتربورو، على سبيل المثال، قاموا بتسع رحلات خارجية. كان كريتون أيضًا مدخنًا طوال حياته. عندما تلقى المؤلف صموئيل بتلر، الذي لا يؤيد رجال الكنيسة، رسالة في عام 1893 تدعوه إلى زيارة عائلة كريتون في بيتربورو، شعر بالراحة على الفور عندما اكتشف بعض التبغ الذي تركه أسقف بيتربورو له.